# Национальный балет Косова

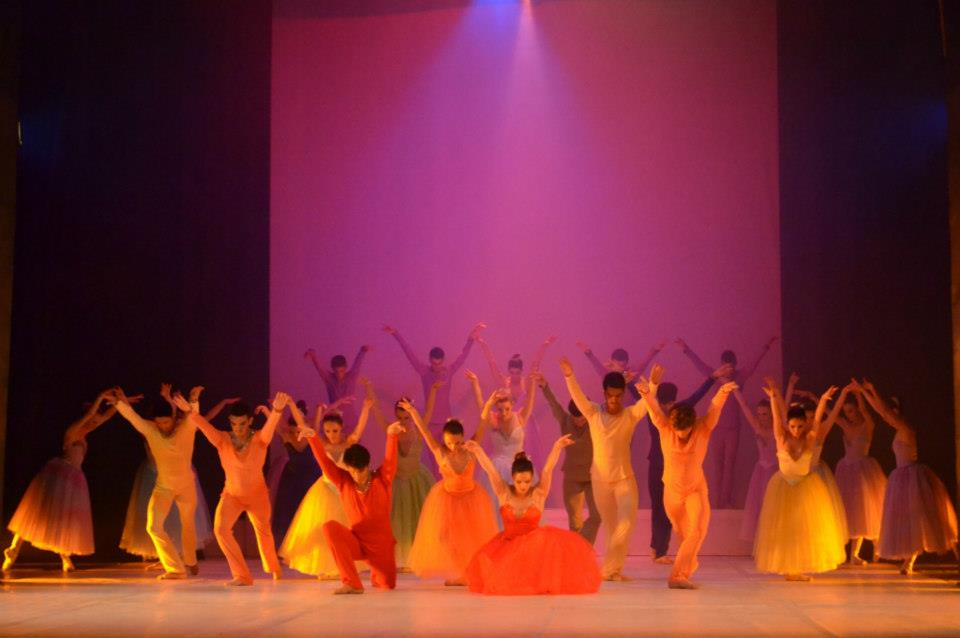
«Полёт к свету», труппа Национального балета Косова

Национальный балет Косова (алб. Baleti Kombëtar i Kosovës) — балетный коллектив Косова, образованный в 1972 году. Выделяются два его поколения: к первому относятся основатели коллектива, которые выступали с труппой до её вынужденного расформирования. Ко второму поколению (также называемое новым) относится группа танцоров, обучавшаяся под руководством Ахмеда Брахимая и возрождавшая балет после Югославских войн.

## Первое поколение
Артисты балета из первого поколения Национального балета Косова обучались в Средней балетной школе в Скопье под руководством Татьяны Петковской. После окончания этой школы 25 танцоров вернулись в Приштину, где они официально сформировали первую труппу балета Косова в составе Национального театра Косова. Она гастролировала по территории всей Югославии, выступая в том числе на Балетной биеннале в Любляне и Летних играх в Дубровнике. Труппа была насильственно расформирована в 1991 году из-за продолжающегося насилия в Косове и угрозы этнических чисток в ходе Югославских войн.

## Второе поколение
В 2001 году, с окончанием Югославских войн, Ахмет Брахимай принял решение о восстановлении балетного коллектива. В рамках осуществления своего плана он основал Высшую балетную школу в сотрудничестве с Пренком Яковой, Среднюю музыкальную школу и начал набирать туда молодёжь. Первые выпускники этой школы, закончившие её в 2006 году, ныне составляют основу труппы Национального балета Косова и известны как второе или новое поколение.
Труппа активно сотрудничает с албанским хореографом Гергем Превази, поставив четыре его современных танцевальных произведения: «Переход II» (алб. Tranzicioni II), «Не слышу гонга» (алб. S'po dëgjohet gong), «Контраст» (алб. Kontrast) и «Перфоманс» (алб. Performance). Труппа также работает с Эльтоном Цефой над постановками классического балета. Под его руководством труппа исполняла отрывки из «Дон Кихота», «Жизели», «Корсара» и «Лебединого озера». История успешного сотрудничества с болгарской примой-балериной Сильвией Томовой положила начало постановке полноценных классических балетов, в том числе и «Спящей красавицы» Чайковского.